# علاج قائم على التعاطف
العلاج القائم على التعاطف هو نظام في العلاج النفسي طوّره بول غيلبرت، يدمج تقنيات من العلاج السلوكي المعرفي مع مفاهيم موجودة في علم النفس التطوري وعلم النفس الاجتماعي وعلم نفس النمو وعلم النفس البوذي وعلم الأعصاب. وفقًا لقول غيلبرت، «من الاهتمامات الرئيسية لهذا العلاج استخدام تدريب العقل على التعاطف لمساعدة الناس على التطور والعمل في ضوء تجارب من الدفء الداخلي والأمان والراحة، عبر التعاطف والتعاطف مع الذات».

## نظرة عامة
التقنية العلاجية الأساسية في العلاج القائم على التعاطف هي تدريب العقل على التعاطف، يعلّم هذا التدريب الناس مهارات التعاطف وسماته. يساعد تدريب العقل على التعاطف على تعديل الأنماط المضطربة في الإدراك والعاطفة والمتعلقة بالقلق والغضب والعار ونقد الذات.
يقدم التطور البيولوجي الدعامة النظرية للعلاج القائم على التعاطف. تطور البشر من خلال ثلاثة أنواع بدائية من أنظمة التنظيم العاطفي على الأقل: نظام التهديد (الحماية) ونظام الحوافز (البحث عن الموارد) ونظام التهدئة. يشدّد العلاج القائم على التعاطف على الروابط بين الأنماط المعرفية وأنظمة التنظيم العاطفي الثلاثة هذه من خلال استخدام تقنيات مثل التدريب العقلي على التعاطف والعلاج السلوكي المعرفي، يتعلم عملاء هذا العلاج النفسي إدارة هذه الأنظمة بشكل أكثر فاعلية والاستجابة للمواقف بشكل أكثر ملاءمة.
يلائم العلاج القائم على التعاطف بشكل خاص الأفراد الذين يختبرون مستويات عالية من العار ونقد الذات والذين يواجهون صعوبات في الشعور بالدفء نحو أنفسهم أو نحو الآخرين. يمكن أن يدرب العلاج القائم على التعاطف هؤلاء الأفراد على الشعور بالمزيد من الأمان والدفء في تفاعلهم مع الآخرين ومع أنفسهم.
تستخدم الكثير من الطرق في العلاج القائم على التعاطف بهدف تطوير تعاطف الفرد. فمثلًا، يُدرب الأشخاص الذين يخضعون للعلاج القائم على التعاطف على فهم التعاطف المُقدّم من شخص ثالث، قبل نقل عمليات التفكير هذه إلى ذواتهم.

## المبادئ الرئيسية
يقوم العلاج القائم على التعاطف إلى حد كبير على فكرة أن سلوك الرعاية تطور لتأدية وظائف تنظيمية وتطورية أساسية. ينصب تركيز العلاج القائم على التعاطف على مساعدة العملاء على التعامل مع الصعوبات التي يواجهونها بأساليب رحيمة، وتزويدهم بأدوات فعالة تساعدهم على العمل في ظل الظروف والمشاعر الصعبة التي يختبرونها. يساعد العلاج القائم على التعاطف هؤلاء الأشخاص على تعلم الوسائل التي تحثّهم على خوض معاركهم بقبول وشجاعة، وبالتالي مساعدة أنفسهم على الشعور بالثقة لإنجاز المهام العصية والتعامل مع المواقف الصعبة.
يُيسّر ذلك عن طريق:
- تطوير علاقة علاجية إيجابية تسهل على الفرد التعامل مع التحديات وتنمي مهارات مواجهتها.
- تطوير التفهم العطوف لطبيعة المعاناة دون إلقاء اللوم.
- تطوير القدرة على اختبار وغرس السمات الرحيمة.
- تطوير الشعور بالتعاطف نحو الآخرين، والانفتاح على تعاطف الآخرين، وتطوير التعاطف مع الذات.[7]

وفقًا للتحليل التطوري، ثمة ثلاثة أنواع من أنظمة التنظيم العاطفي الوظيفية: الحافز والأمان والتهديد. يُبنى العلاج القائم على التعاطف على العلاقة والتفاعل بين هذه الأنظمة الثلاثة. يُولَد الفرد مزودًا بالأنظمة الثلاثة ولكن المحيط يحدد ما إذا كان سيستخدم ويواصل استخدام الأنظمة غير القائمة على البقاء (الحافز وتقديم الرعاية).